# Bűnös viszonyok
A Bűnös viszonyok (eredeti cím: Breaking and Entering) 2006-ban bemutatott romantikus dráma, az Oscar-díjas Anthony Minghella rendezésében. Ez volt Minghella utolsó filmrendezése 2008-ban bekövetkezett halála előtt, valamint 1990-es Szívből, igazán című filmje óta az első olyan rendezése, melynek eredeti forgatókönyvét ő írta.
A film főszereplője Jude Law, akivel Minghella a Hideghegy és A tehetséges Mr. Ripley című filmekben dolgozott együtt, továbbá Juliette Binoche, aki a rendező Az angol beteg című filmjében tűnt fel. A film harmadik főszereplője Robin Wright, aki Will feleségének, Livnek a szerepét játssza.
A filmet Kings Cross-on forgatták, London külső negyedében.

## Cselekmény
|  | Alább a cselekmény részletei következnek! |

Az elhanyagolt városrész rehabilitációját irányító ismert építész, Will új irodáját hetente kirabolja egy helyi banda. A rendőrség nem bukkan a rablók nyomára, ezért Will maga próbál a tolvajok után nyomozni. Éjszakánként az autójából őrködve bámulja az iroda bejáratát egy prostituált társaságában.
Hosszú ideje házasságban él Livvel és annak első házasságából született autista lányával. Házasságuk kihűlt, Will szeretne közeledni a feleségéhez, de Liv eltaszítja magától. Will egy este rajtakap egy tizenéves fiút, aki épp ismételten az irodáját készül kirabolni, követi hazáig, ahol belefut a fiú anyjába. Kíváncsiságból másnap visszamegy és munkát ad a varrónőként dolgozó nőnek. Nemsokára viszonyt kezdenek. Amira és fia bosnyák menekült, férje meghalt. A viszony elején Amira rájön, hogy Will az a férfi, akinek az irodáját kirabolta a fia, ezért – bebiztosítva fia biztonságát – magáról és az alvó Willről kompromittáló felvételeket készít.
Mirót elkapja a rendőrség, és Willre az a feladat vár, hogy egy szembesítő békéltető tárgyaláson megbocsásson a fiúnak, különben Miro börtönbe kerül. Amira megkeresi Willt, átadja a fényképeket és cserébe azt kéri a férfitől, menjen el erre a tárgyalásra. Will elutasítja a kérést. Will hazamegy és színt vall a feleségének, felfedve előtte házasságtörő viszonyát. Liv megbocsát neki és együtt elmennek a tárgyalásra, Miro így visszautazhat anyjával Szarajevóba.

## Szereplők
| Színész          | Szerep                 | Magyar hang    |
| ---------------- | ---------------------- | -------------- |
| Jude Law         | Will Francis           | Stohl András   |
| Juliette Binoche | Amira Simić            | Györgyi Anna   |
| Robin Wright     | Liv Ullmann            | Spilák Klára   |
| Romi Aboulafia   | Orit                   | Böhm Anita     |
| Rafi Gavron      | Mirsad „Miro” Simić    | Czető Roland   |
| Martin Freeman   | Sandy Hoffman          | Holl Nándor    |
| Juliet Stevenson | Rosemary McCloud       | Borbás Gabi    |
| Ed Westwick      | Zoran                  | Hamvas Dániel  |
| Velibor Topić    | Vlado                  |                |
| Rad Lazar        | Dragan                 |                |
| Poppy Rogers     | Beatrice „Bea” Ullmann | Czető Zsanett  |
| Anna Chancellor  | Kate                   |                |
| Ray Winstone     | Bruno Fella            | Balázsi Gyula  |
| Vera Farmiga     | Oana                   | Németh Kriszta |